# Маршрут «Подкова»

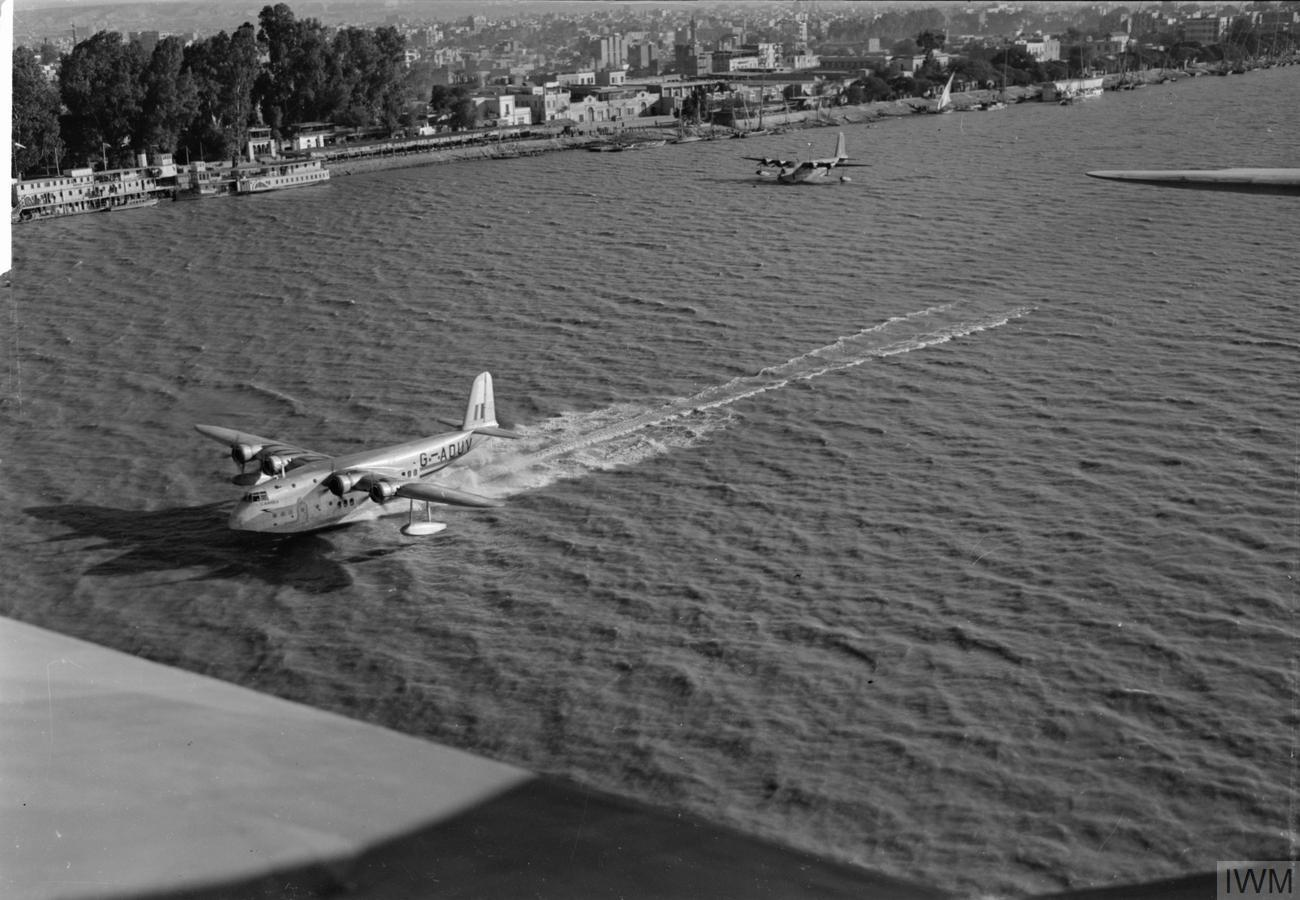
Летающая лодка Short Empire S23 взлетает с Род Эль Фараг, Каир

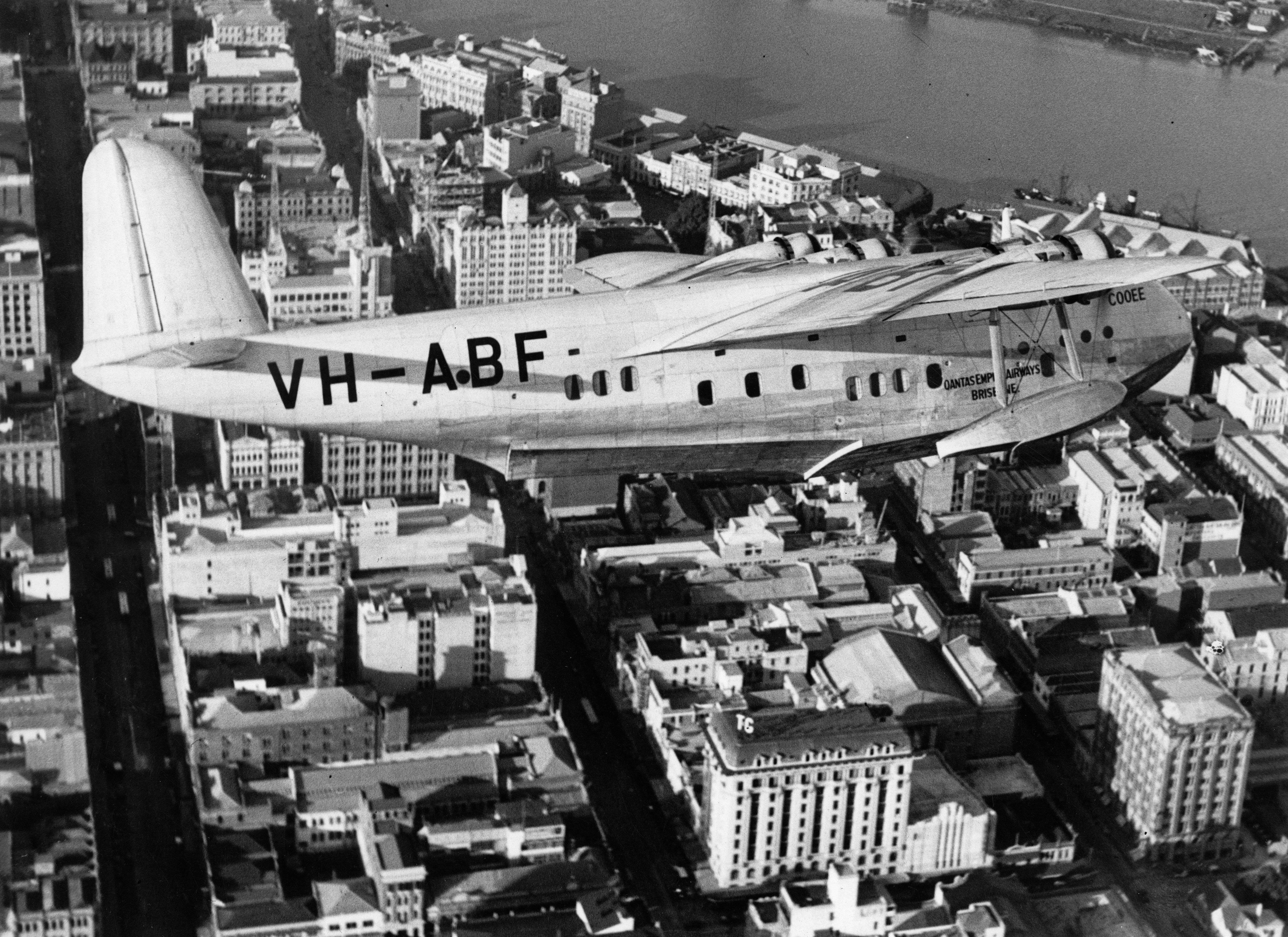
Летающая лодка S23 кружит над Брисбеном

Маршрут «Подкова» (англ. Horseshoe route) — чрезвычайный почтовый маршрут летающих лодок между Сиднеем (Австралия) и Дурбаном (ЮАР) через Сингапур и Каир во время Второй мировой войны. Затем почта могла быть отправлена по морю между Южной Африкой и Великобританией. Используя летающие лодки Short Empire C Class S23 и S33, авиакомпания British Overseas Airways Corporation (BOAC) обслуживала участок между Дурбаном и Сингапуром, а Qantas Empire Airways — участок между Сингапуром и Сиднеем. В октябре 1941 года Qantas взяла на себя управление участком Карачи — Сингапур, поскольку BOAC не хватало пилотов.
Необходимость этого чрезвычайного маршрута была вызвана вступлением Италии в войну в июне 1940 года, что сделало невозможным перевозку почты между Великобританией и Египтом (и, следовательно, далее в Австралию или Африку) через Средиземное море. Маршрут «Подкова» в Австралию был приостановлен после потери Сингапура в феврале 1942 года, после чего он был ограничен маршрутом между Дурбаном и Калькуттой.

## Первые полёты
Первые рейсы Дурбан — Сидней и Сидней — Дурбан отправились 19 июня 1940 года и прибыли в пункт назначения 1 июля. Первая почта в Великобританию была отправлена из Кейптауна 5 июля на пароходе «Винчестер Касл» и прибыла в Великобританию 21 июля. Первая почтовая депеша из Лондона была отправлена 19 июня на судне «Арундель Касл», которое вышло из Саутгемптона 20 июня и прибыло в Кейптаун 7 июля. Она соединилась с четвёртым рейсом «Подковы» из Дурбана, который отправился оттуда 10 июля и прибыл в Сидней 24 июля.
Первоначально рейс «Подкова» был еженедельным, но с 22 августа 1940 года его частота была увеличена до двух раз в неделю.

## Перебои в работе в середине 1941 года
Маршрут был приостановлен в конце апреля 1941 года из-за восстания в Ираке, что означало, что остановка на озере Хаббания была недоступна, и в начале мая рейсов между Каиром и Басрой не было. Затем было организовано беспосадочное челночное сообщение между Тверией и Басрой, но пропускная способность почтовых рейсов была значительно снижена, так как требовалось брать с собой больше топлива. Частота рейсов между Басрой и Сингапуром также была сокращена до одного раза в неделю. Связанная с этим кампания в Сирии привела к тому, что в конце июля 1941 года маршрут снова стал нормально функционировать.

## Конец сквозного маршрута в Сидней
Вступление Японии во Вторую мировую войну в декабре 1941 года не было неожиданным, и были подготовлены резервные маршруты между Рангуном и Батавией. Резервный маршрут номер 1 проходил в обход Бангкока, но из-за быстрого продвижения японцев он был использован только один раз 8 декабря, после чего был использован резервный маршрут номер 2, который также проходил в обход Пенанга. Он проходил через Порт-Блэр на Андаманских островах. После 30 декабря использовался резервный маршрут номер 3, по которому Сингапур также избегался, хотя челночные рейсы между Батавией и Сингапуром продолжались.
В начале февраля 1942 года участок Батавия — Дарвин (Австралия) был заменён с ночной остановки в Сурабайе на ночные остановки в Тджилатьяпе и Бруме, но вскоре после этого было совершён последний сквозной рейс; последняя летающая лодка покинула Сингапур 4 февраля 1942 года, а с 6 февраля прекратилось челночное сообщение. 3 марта пятнадцать летающих лодок и семь самолётов, некоторые из которых использовались на маршруте и были готовы вылететь из Брума, эвакуируя мужчин, женщин и детей, были уничтожены со значительными человеческими жертвами во время японской атаки.
В апреле был запущен значительно сокращённый маршрут из Дурбана в Калькутту, выполняемый два раза в неделю.

## Публикации
- Aitink, Hans E.; Hovenkamp, Egbert. Bridging the Continents in Wartime: Important Airmail Routes 1939-45 (англ.). — Enschede: SLTW, 2005. — ISBN 90-809628-1-3.